# La Poursuite de l'amour
La Poursuite de l'amour (The Pursuit of Love) est un roman de l'écrivaine britannique Nancy Mitford, publié en 1945. Le roman raconte l'apprentissage et la découverte de l'amour de Fanny, qui est également la narratrice de l'histoire, et de Linda Radlett, sa cousine. Il comporte de nombreux éléments autobiographiques concernant la famille excentrique de l'auteur et constitue un portrait caustique de l'aristocratie anglaise d'entre-deux-guerres. À sa parution, il rencontre un énorme succès, grâce à la finesse et à l'humour typiquement britannique de son auteur.
Il est suivi par L'Amour dans un climat froid.

## Résumé

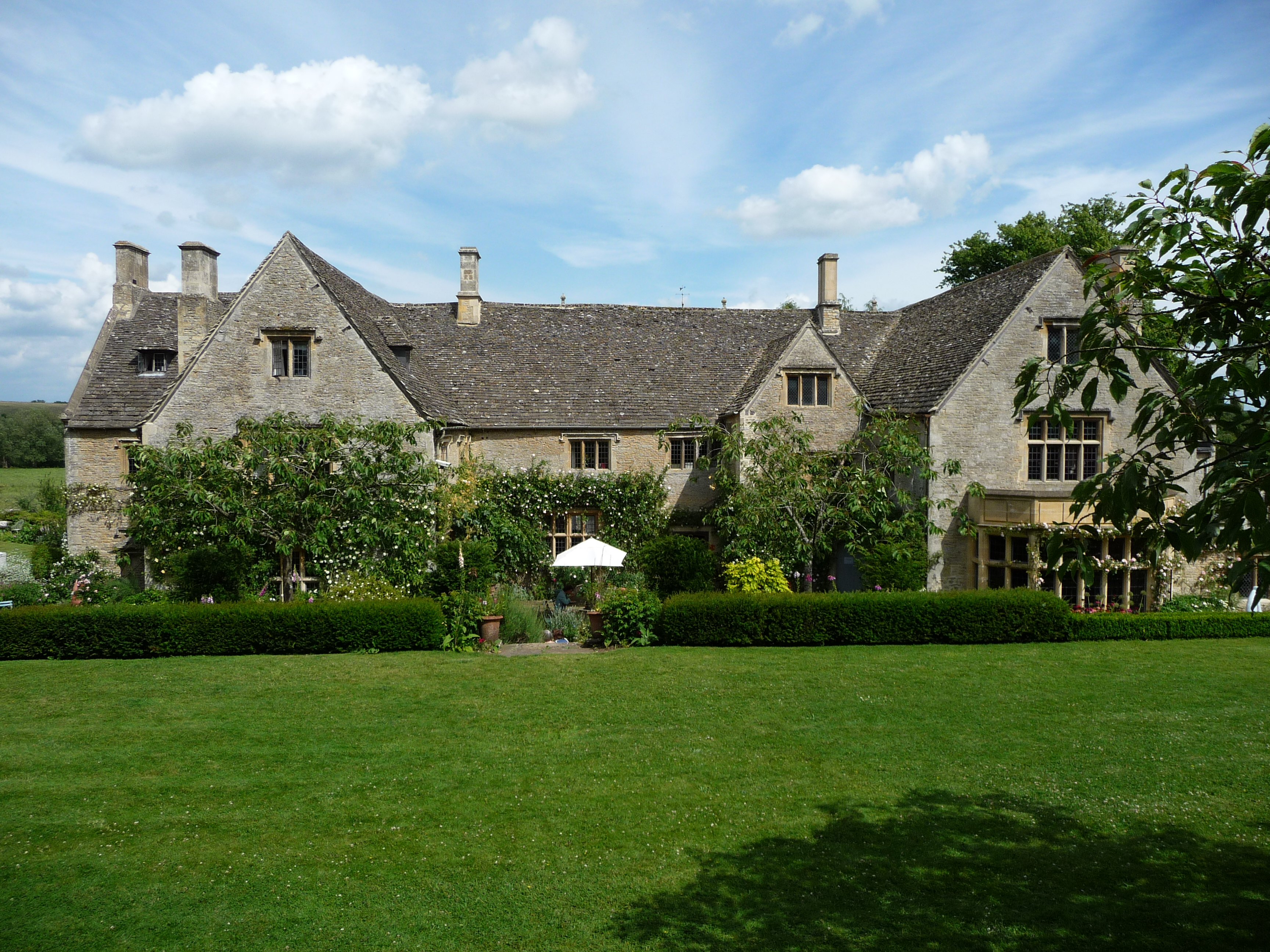
où vécut la famille Mitford et qui inspira Nancy pour le domaine d'Alconleigh où vit la famille Radlett.

Jeune aristocrate anglaise dont les parents convolent chacun de leur côté en Europe, Fanny est élevée par sa tante Emily et passe ses vacances dans la campagne d'Oxfordshire à Alconleigh chez son oncle Matthew Radlett, sa tante Sadie et ses sept cousins, parmi lesquels Linda, son amie la plus proche.

Fanny est le témoin privilégié des aventures de l'excentrique et attachante famille Radlett, mais aussi des codes de l'aristocratie entre parties de chasse à Alconleigh et séances dans la chambre des Lords à Londres. Devenues adolescentes, Fanny et Linda cherchent le grand amour. Alors que Fanny observe et attend prudemment, Linda privilégie la passion et se lance dans une succession d'aventures amoureuses.